# Eozostrodon
Eozostrodon es un género extinto de morganucodóntido, que se encuentran entre el grupo antecesor de los mamíferos, los mamaliaformes. Vivió entre finales del Triásico durante la etapa del Rhaetiense y principios del Jurásico, hace unos 210 millones de años. Eozostrodon es conocido a partir de huesos desarticulados encontrados en Gales y el suroeste de Inglaterra (Reino Unido) y se estima que medía menos de 10 centímetros de longitud cabeza-cuerpo, levemente más pequeño que Megazostrodon que tenía proporciones similares.
Eozostrodon fue descrito con base en dos dientes descubiertos en una cantera cerca de Frome en Somerset, cada uno asignado en principio a las especies separadas E. parvus y E. problematicus. Este último fue sinonimizado en 1971. La identidad y estatus de Eozostrodon es discutida. Kühne consideró que Eozostrodon era "uno y el mismo" con Morganucodon al cual describió, no obstante después de la publicación de la descripción de Eozostrodon, afirmando que "...por un número de buenas razones Morganucodon debería ser usado, el nombre de Eozostrodon es usado solo por razones sentimentales o debido a la ignorancia." Jenkins y Crompton en 1979 afirmaron que Morganucodon era un sinónimo más moderno subjetivo de Eozostrodon, mientras que Clemens (1979) aún apoyaba la distinción. Una publicación más reciente (2004) de nuevo apoyó la distinción entre los dos, señalando que Eozostrodon difiere de M. watsoni en el tamaño relativo y la forma de las estructuras premolares.
Sus dientes eran los típicos de un mamífero, diferenciándose en molares y premolares con cúspides triangulares.